# 歇马乡
歇马乡，是中华人民共和国四川省乐山市夹江县曾经下辖的一个乡。2019年9月，撤销麻柳乡和歇马乡，将其所属行政区域划归华头镇管辖。

## 行政区划
歇马乡撤销前下辖以下地区：
小溪村、高山村、余湾村、甘溪村、代坪村、杨山村、尖峰村、立新村、幸福村、联合村、新林村、明公村和五四村。